# Appleton-le-Street with Easthorpe
Appleton-le-Street with Easthorpe – civil parish w Anglii, w North Yorkshire, w dystrykcie (unitary authority) North Yorkshire. W 2011 civil parish liczyła 122 mieszkańców.